# Luttenberg (heuvel)
De Luttenberg (Nedersaksisch: Lutnbearg) is een heuvel gelegen in de gemeente Raalte in de Nederlandse provincie Overijssel. De top van de heuvel ligt op ongeveer 31 meter hoogte ten zuiden van het gelijknamige dorp Luttenberg. De stuwwal is een geïsoleerd deel van de Sallandse heuvelrug en werd zoals vele stuwwallen in de omgeving gevormd in het Saalien door opstuwing als gevolg van gletsjerijs afkomstig uit Scandinavië. De heuvel is begroeid met heide en bos. Op de Luttenberg staan met name grove dennen, Corsicaanse dennen en Japanse lariksen. Het natuurgebied beslaat 48 hectare en is sinds 1973 in beheer bij Landschap Overijssel. Er komen ongeveer vijftig soorten broedvogels voor, waaronder de Wielewaal en de roodborsttapuit.